# Pierre Coudray

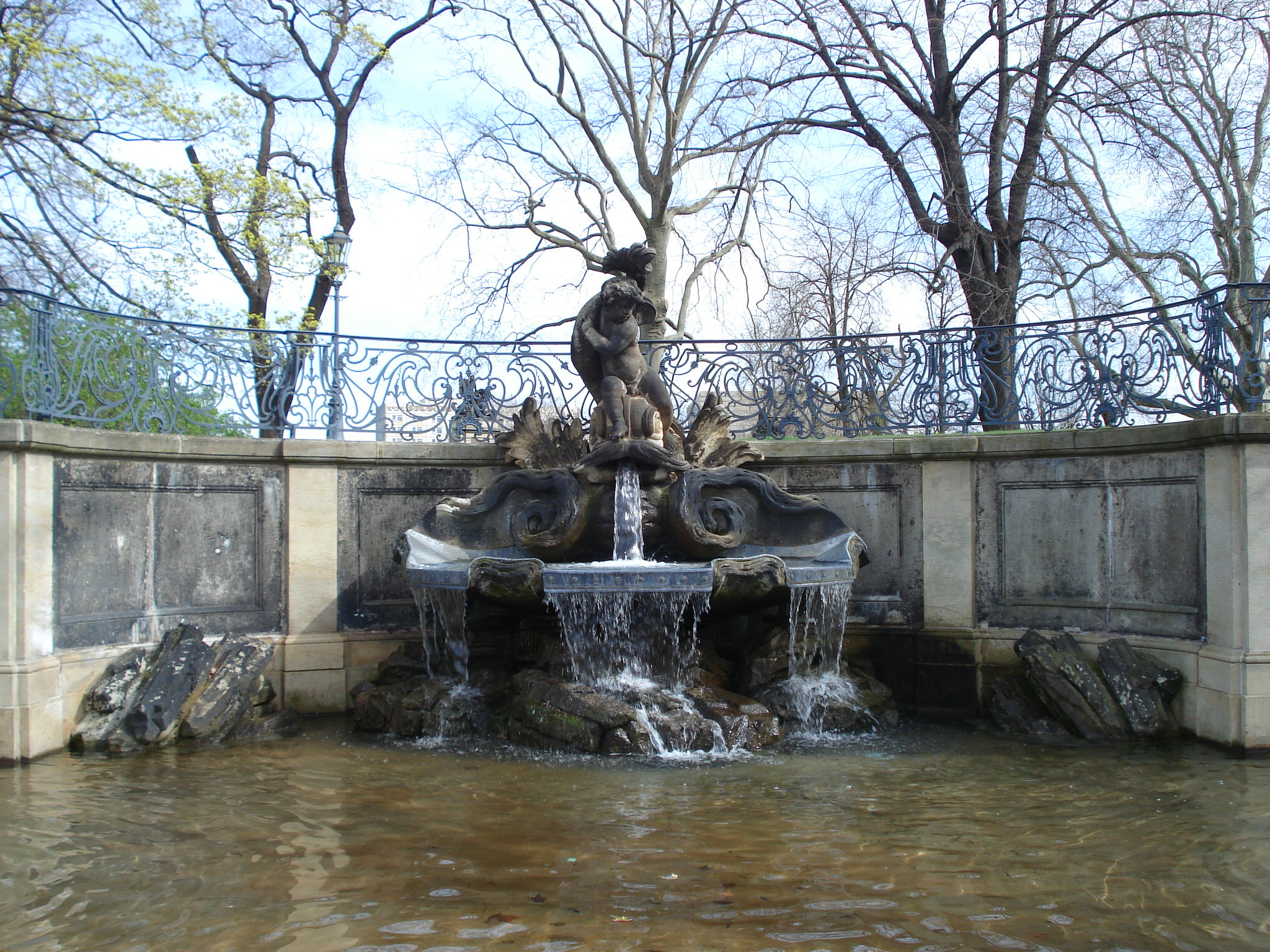
Delphinbrunnen auf der Brühlschen Terrasse von Pierre Coudray

Pierre Coudray (geb. 1713 in Paris; gest. 2. Oktober 1770 in Dresden) war ein französischer Bildhauer.
Sein Vater François (1678–1727) war auch Bildhauer. Sein Enkel Clemens Wenzeslaus Coudray wiederum war sachsen-weimar-eisenachischer Oberbaurat und Architekt.
Pierre Coudray war hauptsächlich in Dresden tätig gewesen. Sein Vater war seit 1715 dort Hofbildhauer. Von ihm sind auch Arbeiten in Polen nachweisbar. Coudray ist dem Rokoko zuzurechnen. Gustav Wustmann erwähnt ihn mit Tätigkeiten in Leipzig. Dabei war er auch für private Haushalte tätig. Cornelius Gurlitt erwähnt an einem Tor in Leipzig, Johannisgasse 6 zwei Sandsteinfiguren Pomona und Vertumnus von Coudray, die um 1780 entstanden. Diese sind nicht mehr erhalten.

## Werke (Auswahl)
- Büste einer Madonna 1748, Kunstsammlungen Wien
- Delphinbrunnen auf der Brühlschen Terrasse / im Brühlschen Garten 1749
- Katholische Hofkirche – Orgelprospekt mit J. Hackl 1754
- plastischer Schmuck des Gewandhauses 1770